# Klopzow

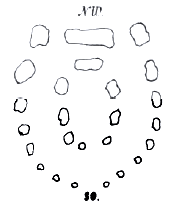
Steintanz von Klopzow

Klopzow ist eine Wüstung westlich des Prelitzsees auf dem Gebiet der heutigen Gemeinde Rechlin im Landkreis Mecklenburgische Seenplatte in Mecklenburg-Vorpommern. Eine Bewirtschaftung als „Gut Klopzow“ ist seit dem 14. Jahrhundert belegt. Im Jahr 1910 lebten dort 62 Menschen. 1936 übernahm die Luftwaffenerprobungsstelle Rechlin die Gemarkung, um dort Waffen zu testen. Ein Erlass vom 14. August 1939 gliederte die bis dahin selbstständige Gemeinde, die nun keine Einwohner mehr hatte, mit acht weiteren, darunter die nun ebenfalls wüsten Leppin und Roggentin, in die Gemeinde Rechlin ein. Nach dem Zweiten Weltkrieg nutzte die Rote Armee das Gelände, danach lag es brach. Seit dem 9. Juli 1999 gehört die Wüstung zum Naturschutzgebiet „Müritzsteilufer bei Rechlin“.
Bei Klopzow lag der zerstörte Steintanz von Klopzow.